# Индијан Ривер Шорс (Флорида)
Индијан Ривер Шорс (енгл. Indian River Shores) град је у америчкој савезној држави Флорида. По попису становништва из 2010. у њему је живело 3.901 становника.

## Демографија
Према попису становништва из 2010. у граду је живело 3.901 становника, што је 453 (13,1%) становника више него 2000. године.
| Група             | 2000.         | 2010.         |
| Белци             | 3.377 (97,9%) | 3.793 (97,2%) |
| Афроамериканци    | 4 (0,1%)      | 11 (0,3%)     |
| Азијати           | 23 (0,7%)     | 28 (0,7%)     |
| Хиспаноамериканци | 29 (0,8%)     | 52 (1,3%)     |
| Укупно            | 3.448         | 3.901         |